# Le Cobra
Pour plus de détails, voir Fiche technique et Distribution.
Le Cobra (Il cobra) est un film policier hispano-italien sorti en 1967, réalisé par Mario Sequi.

## Synopsis
Des agents américains essaient de démanteler une organisation criminelle qui vend de la drogue autour de la Méditerranée.

## Fiche technique
- Titre français : Le Cobra[1]
- Titre original italien : Il cobra
- Réalisation : Mario Sequi
- Scénario : Adriano Bolzoni et Gumersindo Mollo
- Genre : policier, espionnage, drame
- Musique : Antón García Abril
- Production : Dollar Film, Italian International Film, Productores Exhibidores Films Sociedad Anónima
- Photographie : Claudio Racca et Enrique Torán
- Format d'image : 2,35 : 1
- Montage : Pedro del Rey
- Durée : 98 min
- Pays de production :  Espagne,  Italie
- Dates de sortie en salle :
  - Italie : 1967
  - France : 31 janvier 1968[1]
- Affiche : Constantin Belinsky (France)

## Distribution
- Dana Andrews : capitaine Kelly
- Pietro Martellanza : Mike Rand
- Elisa Montés : Corinne
- Anita Ekberg : Lou
- Jesús Puente : Stiarkos
- Peter Dane : Hullinger
- Luciana Vincenzi : Ulla
- George Eastman : Crane
- Omar Zolficar : Sadek
- Giovanni Petrucci : King
- Ehsane Sadek Karter : Gamal
- Guido Lollobrigida : tueur
- Conrado San Martín
- Jacques Stany : journaliste
- Lidia Biondi
- Aldo Cecconi
- Franco De Rosa